# International Classified Media Association

Логотип FAPIA

Международная ассоциация газет бесплатных объявлений (FAPIA) — организация, созданная в 1986 году в Вене на встрече издателей газет бесплатных объявлений. Главным принципом организации было предоставление читателям возможности размещать на бесплатной основе объявления в любом издании ассоциации согласно концепции «я буду публиковать твои объявления, если ты публикуешь мои». В декабре 1986 был запущен международный веб-сервис обмена объявлениями на платформе PHOENIX.
В январе 2002 было принято решение о возможности принятия в FAPIA СМИ, публикующих разбитые по рубрикам объявления любыми способами: онлайн-барахолки, рекламные вкладки или совместные с рекламными изданиями выпуски, специализированные издания.

Логотип ICMA

В апреле 2003 года ассоциация была переименована в ICMA (International Classified Media Association, «Международная ассоциация изданий, публикующих объявления, разбитые по рубрикам»).
В настоящее время ICMA выступает в роли международной некоммерческой ассоциации. Членами Ассоциации могут стать традиционные и онлайн-издания, основным содержимым которых являются объявления, распределенные по рубрикам. В ассоциацию на середину 2008 года входило около 160 издательств из 33 стран, выпускающих 500 печатных и онлайн-изданий по всему миру. Сейчас, согласно официальному сайту, ассоциация включает 54 участника из 26 стран. Россия представлена группой «ИРР» (с 1992 года), газетой «Камелот» (с 1999 года) и другими изданиями.
Штаб-квартира ассоциации расположена в Амстердаме.